# Resolució 1370 del Consell de Seguretat de les Nacions Unides
La Resolució 1370 del Consell de Seguretat de les Nacions Unides fou adoptada per unanimitat el 18 de setembre de 2001. Després de recordar les resolucions 1270 (1999), 1289 (2000), 1313 (2000), 1317 (2000), 1321 (2000) i 1346 (2001) sobre la situació a Sierra Leone, el Consell va ampliar el mandat de la Missió de les Nacions Unides a Sierra Leone (UNAMSIL) durant un període de sis mesos fins al 31 de març de 2002, a partir del 30 de setembre de 2001.

## Resolució

### Observacions
El Consell de Seguretat va expressar la seva preocupació per la fràgil situació de seguretat a la regió del riu Mano, en particular els combats a Libèria i les conseqüències sobre la població civil. Reconeixia la importància de l'extensió de l'autoritat estatal, el respecte dels drets humans, el diàleg polític, la transformació del Front Revolucionari Unit (RUF) en un partit polític i la celebració d'eleccions lliures i justes.

### Actes
Es va ampliar el mandat de la UNAMSIL i es va donar la benvinguda a l'assistència proporcionada pels països que aporten contingents a la missió. Hi havia preocupació per les violacions dels drets humans per part del RUF, les Forces de Defensa Civil i altres grups armats, així com la manca d'aplicació de l'acord d'alto el foc a Abuja. Es va demanar a UNAMSIL que ajudés al retorn de refugiats i desplaçats interns. Es va instar especialment al RUF a complir les seves obligacions en virtut de l'Acord d'alto el foc.
Es va instar als partits a Sierra Leone a intensificar els esforços per implementar l'Acord d'alto el Foc d'Abuja i reprendre el procés de pau. El Consell va donar suport als esforços realitzats per la Comunitat Econòmica dels Estats de l'Àfrica Occidental (ECOWAS) per resoldre la crisi a la regió de Mano River Union i va destacar el desenvolupament i l'extensió de les capacitats administratives de Sierra Leone. pau i desenvolupament sostenibles. Es va instar al govern de Sierra Leone a treballar conjuntament amb el Secretari General Kofi Annan, l'Alt Comissionat de les Nacions Unides per als Drets Humans i altres per establir una Comissió de la Veritat i la Reconciliació i un Tribunal Especial tal com es preveu en la Resolució 1315 (2000).
Finalment, la resolució va donar la benvinguda a la intenció del Secretari General de mantenir informats al Consell sobre tots els aspectes de la situació a Sierra Leone i formular recomanacions addicionals sobre el futur de la UNAMSIL i els preparatius per a eleccions lliures i justes.